# Marian Paruzel
Marian Paruzel ps. Sęp (ur. w 1926 w Mińsku Mazowieckim, zm. 15 lipca 2015) – polski wędkarz, publicysta i dziennikarz prasy wędkarskiej.

## Życiorys
Syn Ignacego. W czasie II wojny światowej działał w konspiracji, w ramach Szarych Szeregów. Absolwent Wydziału Architektury Politechniki Warszawskiej (1952). Od 1988 należał do SARP O. Warszawa. Budowniczy MDM w Warszawie. Rzeczoznawca w Przedsiębiorstwie Budowy Pieców Przemysłowych. Po wojnie należał do polskich prekursorów wędkarstwa pstrągowego i łososiowego podróżując jako jeden z pierwszych polskich wędkarzy po łowiskach na terenie Skandynawii. Był autorem książki Łososie, Laponia i ja będącej efektem jego wyprawy za koło podbiegunowe. Brał udział wraz z Markiem Trojanowskim w zarybieniach pstrągiem rzek środkowej Polski w ramach działalności Warszawskiego Towarzystwa Pstrągowego. Jako dziennikarz przez blisko pół wieku związany był z miesięcznikiem Wiadomości Wędkarskie, był również redaktorem naczelnym magazynu Esox, a także współpracownikiem i autorem artykułów dla europejskiej prasy branżowej.
Pochowany na cmentarzu w Mińsku Mazowieckim.

## Wybrane odznaczenia
- Krzyż Kawalerski Orderu Odrodzenia Polski[5]
- Srebrny Krzyż Zasługi,
- Krzyż Armii Krajowej
- Złota Odznaka PZW z Wieńcami